# Поисковая система

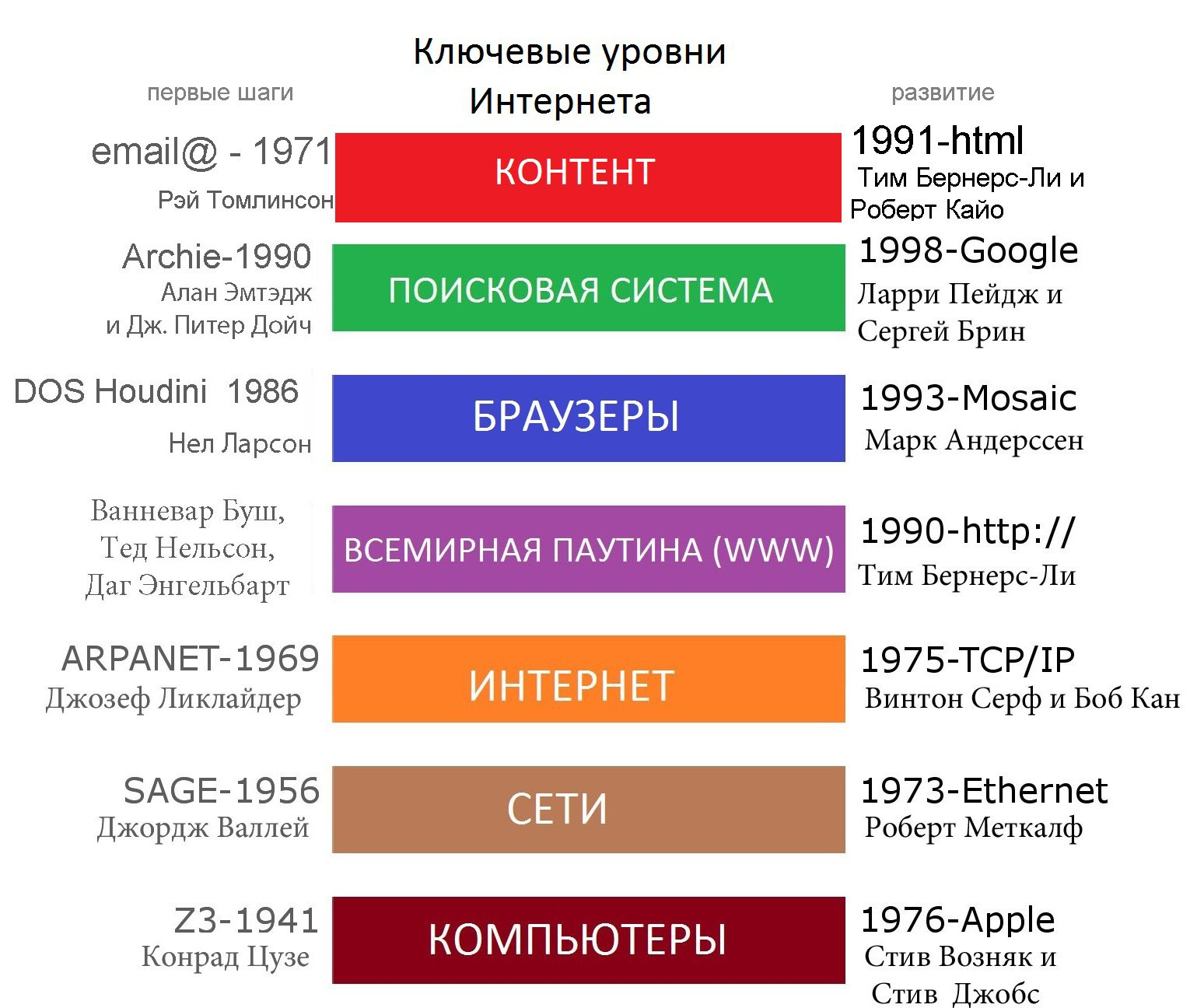
Поиск информации во Всемирной паутине был трудной и не самой приятной задачей, но с прорывом в технологии поисковых систем в конце 1990-х годов осуществлять поиск стало намного удобней

Поиско́вая систе́ма (жарг. поискови́к) или поиско́вый движо́к (англ. search engine) — алгоритмы и реализующая их совокупность компьютерных программ (в широком смысле этого понятия, включая аналоговые системы автоматизированной обработки информации первого поколения), предоставляющая пользователю возможность быстрого доступа к необходимой ему информации при помощи поиска в обширной коллекции доступных данных. Одно из наиболее известных применений поисковых систем — веб-сервисы для поиска текстовой или графической информации во Всемирной паутине. Существуют также системы, способные искать файлы на FTP-серверах, товары в интернет-магазинах, информацию в группах новостей Usenet.
Для поиска информации с помощью поисковой системы пользователь формулирует поисковый запрос. Работа поисковой системы заключается в том, чтобы по запросу пользователя найти документы, содержащие либо указанные ключевые слова, либо слова, как-либо связанные с ключевыми словами. При этом поисковая система генерирует страницу результатов поиска. Такая поисковая выдача может содержать различные типы результатов, например: веб-страницы, изображения, аудиофайлы. Некоторые поисковые системы также извлекают информацию из подходящих баз данных и каталогов ресурсов в Интернете.
Для поиска нужных сведений удобнее всего воспользоваться современными поисковыми машинами, которые позволяют быстро обнаружить необходимые сведения и обеспечивают точность и полноту поиска. При работе с этими машинами достаточно задать ключевые слова, наиболее точно отражающие искомую информацию, или составить более сложный запрос из ключевых слов для уточнения области поиска. После ввода запроса на поиск вы получите список ссылок на документы в Интернете, обычно называемые web-страницами или просто страницами, в которых содержатся указанные ключевые слова. Обычно ссылки дополняются фрагментами текста из обнаруженного документа, которые часто помогают сразу определить тематику найденной страницы. Щёлкнув мышью на ссылке, можно перейти к выбранному документу.
Поисковая система тем лучше, чем больше документов, релевантных запросу пользователя, она будет возвращать. Результаты поиска могут становиться менее релевантными из-за особенностей алгоритмов или вследствие человеческого фактора. По состоянию на 2020 год самой популярной поисковой системой в мире и, в частности, России является Google.
По методам поиска и обслуживания разделяют четыре типа поисковых систем: системы, использующие поисковых роботов, системы, управляемые человеком, гибридные системы и мета-системы. В архитектуру поисковой системы обычно входят:
- поисковый робот, собирающий информацию с сайтов сети Интернет или из других документов;
- индексатор, обеспечивающий быстрый поиск по накопленной информации;
- поисковик — графический интерфейс для работы пользователя➤.

## История
На раннем этапе развития сети Интернет Тим Бернерс-Ли поддерживал список веб-серверов, размещённый на сайте ЦЕРН. Сайтов становилось всё больше, и поддерживать вручную такой список становилось всё сложнее. На сайте NCSA был специальный раздел «Что нового!» (англ. What's New!), где публиковали ссылки на новые сайты.
Первой компьютерной программой для поиска в Интернете была программа Арчи (англ. archie — архив без буквы «в»). Она была создана в 1990 году Аланом Эмтэджем (Alan Emtage), Биллом Хиланом (Bill Heelan) и Дж. Питером Дойчем (J. Peter Deutsch), студентами, изучающими информатику в университете Макгилла в Монреале. Программа скачивала списки всех файлов со всех доступных анонимных FTP-серверов и строила базу данных, в которой можно было выполнять поиск по именам файлов. Однако, программа Арчи не индексировала содержимое этих файлов, так как объём данных был настолько мал, что всё можно было легко найти вручную.
Развитие и распространение сетевого протокола Gopher, придуманного в 1991 году Марком Маккэхилом (Mark McCahill) в университете Миннесоты, привело к созданию двух новых поисковых программ, Veronica и Jughead. Как и Арчи, они искали имена файлов и заголовки, сохранённые в индексных системах Gopher. Veronica (англ. Very Easy Rodent-Oriented Net-wide Index to Computerized Archives) позволяла выполнять поиск по ключевым словам большинства заголовков меню Gopher во всех списках Gopher. Программа Jughead (англ. Jonzy's Universal Gopher Hierarchy Excavation And Display) извлекала информацию о меню от определённых Gopher-серверов. Хотя название поисковика Арчи не имело отношения к циклу комиксов «Арчи», тем не менее Veronica и Jughead — персонажи этих комиксов.
К лету 1993 года ещё не было ни одной системы для поиска в вебе, хотя вручную поддерживались многочисленные специализированные каталоги. Оскар Нирштрасс (Oscar Nierstrasz) в Женевском университете написал ряд сценариев на Perl, которые периодически копировали эти страницы и переписывали их в стандартный формат. Это стало основой для W3Catalog, первой примитивной поисковой системы сети, запущенной 2 сентября 1993 года.
Вероятно, первым поисковым роботом, написанным на языке Perl, был «World Wide Web Wanderer» — бот Мэтью Грэя (Matthew Gray) из Массачусетского технологического института в июне 1993 года. Этот робот создавал поисковый индекс «Wandex». Цель робота Wanderer состояла в том, чтобы измерить размер всемирной паутины и найти все веб-страницы, содержащие слова из запроса. В 1993 году появилась и вторая поисковая система «Aliweb». Aliweb не использовала поискового робота, но вместо этого ожидала уведомлений от администраторов веб-сайтов о наличии на их сайтах индексного файла в определённом формате.
JumpStation,  созданный в декабре 1993 года Джонатаном Флетчером, искал веб-страницы и строил их индексы с помощью поискового робота, и использовал веб-форму в качестве интерфейса для формулирования поисковых запросов. Это был первый инструмент поиска в Интернете, который сочетал три важнейших функции поисковой системы (проверка, индексация и собственно поиск). Из-за ограниченности ресурсов компьютеров того времени индексация и, следовательно, поиск были ограничены только названиями и заголовками веб-страниц, найденных поисковым роботом.
Первой полнотекстовой индексирующей ресурсы при помощи робота («craweler-based») поисковой системой, стала система «WebCrawler», запущенная в 1994 году. В отличие от своих предшественниц, она позволяла пользователям искать по любым словам, расположенным на любой веб-странице — с тех пор это стало стандартом для большинства поисковых систем. Кроме того, это был первый поисковик, получивший широкое распространение. В 1994 году была запущена система «Lycos», разработанная в Университете Карнеги — Меллон и ставшая серьёзным коммерческим предприятием.
Вскоре появилось множество других конкурирующих поисковых машин, таких как: «Magellan», «Excite», «Infoseek», «Inktomi», «Northern Light» и «AltaVista». В некотором смысле они конкурировали с популярными интернет-каталогами, такими как «Yahoo!». Но поисковые возможности каталогов ограничивались поиском по самим каталогам, а не по текстам веб-страниц. Позже каталоги объединялись или снабжались поисковыми роботами с целью улучшения поиска.
В 1996 году компания Netscape хотела заключить эксклюзивную сделку с одной из поисковых систем, сделав её поисковой системой по умолчанию на веб-браузере Netscape. Это вызвало настолько большой интерес, что Netscape заключила контракт сразу с пятью крупнейшими поисковыми системами (Yahoo!, Magellan, Lycos, Infoseek и Excite). За 5 млн долларов США в год они предлагались по очереди на поисковой странице Netscape.
Поисковые системы участвовали в «Пузыре доткомов» конца 1990-х. Несколько компаний эффектно вышли на рынок, получив рекордную прибыль во время их первичного публичного предложения. Некоторые отказались от рынка общедоступных поисковых движков и стали работать только с корпоративным сектором, например, Northern Light.
Google взял на вооружение идею продажи ключевых слов в 1998 году, тогда это была маленькая компания, обеспечивавшая работу поисковой системы по адресу goto.com. Этот шаг ознаменовал для поисковых систем переход от соревнований друг с другом к одному из самых выгодных коммерческих предприятий в Интернете. Поисковые системы стали продавать первые места в результатах поиска отдельным компаниям.
Поисковая система Google занимает видное положение с начала 2000-х. Компания добилась высокого положения благодаря хорошим результатам поиска с помощью алгоритма PageRank. Алгоритм был представлен общественности в статье «The Anatomy of Search Engine», написанной Сергеем Брином и Ларри Пейджем, основателями Google. Этот итеративный алгоритм ранжирует веб-страницы, основываясь на оценке количества гиперссылок на веб-страницу в предположении, что на «хорошие» и «важные» страницы ссылаются больше, чем на другие. Интерфейс Google выдержан в спартанском стиле, где нет ничего лишнего, в отличие от многих своих конкурентов, которые встраивали поисковую систему в веб-портал. Поисковая система Google стала настолько популярной, что появились подражающие ей системы, например, Mystery Seeker(тайный поисковик).
К 2000 году Yahoo! осуществлял поиск на основе системы Inktomi. Yahoo! в 2002 году купил Inktomi, а в 2003 году купил Overture, которому принадлежали AlltheWeb и AltaVista. Затем Yahoo! работал на основе поисковой системы Google вплоть до 2004 года, пока не запустил, наконец, свой собственный поисковик на основе всех купленных ранее технологий.
Фирма Microsoft впервые запустила поисковую систему Microsoft Network Search (MSN Search) осенью 1998 года, используя результаты поиска от Inktomi. Совсем скоро в начале 1999 года сайт начал отображать выдачу Looksmart, смешанную с результатами Inktomi. Недолго (в 1999 году) MSN search использовал результаты поиска от AltaVista. В 2004 году фирма Microsoft начала переход к собственной поисковой технологии с использованием собственного поискового робота — msnbot. После проведения ребрендинга компанией Microsoft 1 июня 2009 года была запущена поисковая система Bing. 29 июля 2009 Yahoo! и Microsoft подписали соглашение, согласно которому Yahoo! Search работал на основе технологии Microsoft Bing. На момент 2015 года союз Bing и Yahoo! дал первые настоящие плоды. Теперь Bing занимает 20,1 % рынка, а Yahoo! 12,7 %, что в общем занимает 32,60 % от общего рынка поисковых систем в США по данным из разных источников.

### Поиск информации на русском языке
В 1996 году был реализован поиск с учётом русской морфологии на поисковой машине Altavista и запущены оригинальные российские поисковые машины Рамблер и Апорт. 23 сентября 1997 года была открыта поисковая машина Яндекс. В 2014 году компания Ростелеком открыла национальную поисковую машину Спутник, которая была закрыта в 2017 году, поскольку весь проект был признан неудачным, существовавшим только благодаря государственной поддержке.
Большую популярность получили методы кластерного анализа и поиска по метаданным. Из международных машин такого плана наибольшую известность получила «Clusty» компании Vivisimo. В 2005 году в России при поддержке МГУ запущен поисковик «Нигма», поддерживающий автоматическую кластеризацию. В 2006 году открылась российская метамашина Quintura, предлагающая визуальную кластеризацию в виде облака тегов. «Нигма» тоже экспериментировала с визуальной кластеризацией.

## Как работает поисковая система

Высокоуровневая архитектура стандартного краулера

Основные составляющие поисковой системы: поисковый робот, индексатор, поисковик.
Как правило, системы работают поэтапно. Сначала поисковый робот получает контент, затем индексатор генерирует доступный для поиска индекс, и наконец, поисковик обеспечивает функциональность для поиска индексируемых данных. Чтобы обновить поисковую систему, этот цикл индексации выполняется повторно.
Поисковые системы работают, храня информацию о многих веб-страницах, которые они получают из HTML-страниц. Поисковый робот (англ. Crawler) — программа, которая автоматически проходит по всем ссылкам, найденным на странице, и выделяет их. Поисковый робот, основываясь на ссылках или исходя из заранее заданного списка адресов, осуществляет поиск новых документов, ещё не известных поисковой системе. Владелец сайта может исключить определённые страницы при помощи robots.txt, используя который можно запретить индексацию файлов, страниц или каталогов сайта.
Поисковая система анализирует содержание каждой страницы для дальнейшего индексирования. Слова могут быть извлечены из заголовков, текста страницы или специальных полей — метатегов. Индексатор — это модуль, который анализирует страницу, предварительно разбив её на части, применяя собственные лексические и морфологические алгоритмы. Все элементы веб-страницы вычленяются и анализируются отдельно. Данные о веб-страницах хранятся в индексной базе данных для использования в последующих запросах. Индекс позволяет быстро находить информацию по запросу пользователя.
Ряд поисковых систем, подобных Google, хранят исходную страницу целиком или её часть, так называемый кэш, а также различную информацию о веб-странице. Другие системы, подобные системе AltaVista, хранят каждое слово каждой найденной страницы. Использование кэша помогает ускорить извлечение информации с уже посещённых страниц. Кэшированные страницы всегда содержат тот текст, который пользователь задал в поисковом запросе. Это может быть полезно в том случае, когда веб-страница обновилась, то есть уже не содержит текст запроса пользователя, а страница в кэше ещё старая. Эта ситуация связана с потерей ссылок (англ. linkrot) и дружественным по отношению к пользователю (юзабилити) подходом Google. Это предполагает выдачу из кэша коротких фрагментов текста, содержащих текст запроса. Действует принцип наименьшего удивления, пользователь обычно ожидает увидеть искомые слова в текстах полученных страниц (User expectations). Кроме того, что использование кэшированных страниц ускоряет поиск, страницы в кэше могут содержать такую информацию, которая уже нигде более не доступна.
Поисковик работает с выходными файлами, полученными от индексатора. Поисковик принимает пользовательские запросы, обрабатывает их при помощи индекса и возвращает результаты поиска.
Когда пользователь вводит запрос в поисковую систему (обычно при помощи ключевых слов), система проверяет свой индекс и выдаёт список наиболее подходящих веб-страниц (отсортированный по какому-либо критерию), обычно с краткой аннотацией, содержащей заголовок документа и иногда части текста. Поисковый индекс строится по специальной методике на основе информации, извлечённой из веб-страниц. С 2007 года поисковик Google позволяет искать с учётом времени создания искомых документов (вызов меню «Инструменты поиска» и указание временного диапазона).
Большинство поисковых систем поддерживает использование в запросах булевых операторов И, ИЛИ, НЕ, что позволяет уточнить или расширить список искомых ключевых слов. При этом система будет искать слова или фразы точно так, как было введено. В некоторых поисковых системах есть возможность приближённого поиска, в этом случае пользователи расширяют область поиска, указывая расстояние до ключевых слов. Есть также концептуальный поиск, при котором используется статистический анализ употребления искомых слов и фраз в текстах веб-страниц. Эти системы позволяют составлять запросы на естественном языке.
Полезность поисковой системы зависит от релевантности найденных ею страниц. Хоть миллионы веб-страниц и могут включать некое слово или фразу, но одни из них могут быть более релевантны, популярны или авторитетны, чем другие. Большинство поисковых систем использует методы ранжирования, чтобы вывести в начало списка «лучшие» результаты. Поисковые системы решают, какие страницы более релевантны, и в каком порядке должны быть показаны результаты, по-разному. Методы поиска, как и сам Интернет со временем меняются. Так появились два основных типа поисковых систем: системы предопределённых и иерархически упорядоченных ключевых слов и системы, в которых генерируется инвертированный индекс на основе анализа текста.
Большинство поисковых систем являются коммерческими предприятиями, которые получают прибыль за счёт рекламы, в некоторых поисковиках можно купить за отдельную плату первые места в выдаче для заданных ключевых слов. Те поисковые системы, которые не берут денег за порядок выдачи результатов, зарабатывают на контекстной рекламе, при этом рекламные сообщения соответствуют запросу пользователя. Такая реклама выводится на странице со списком результатов поиска, и поисковики зарабатывают при каждом клике пользователя на рекламные сообщения.

## Типы поисковых систем
Существует четыре типа поисковых систем: с поисковыми роботами, управляемые человеком, гибридные и мета-системы.
- системы, использующие поисковые роботы. Состоят из трёх частей: краулер («бот», «робот» или «паук»), индекс и программное обеспечение поисковой системы. Краулер нужен для обхода сети и создания списков веб-страниц. Индекс — большой архив копий веб-страниц. Цель программного обеспечения — оценивать результаты поиска. Благодаря тому, что поисковый робот в этом механизме постоянно исследует сеть, информация в большей степени актуальна. Большинство современных поисковых систем являются системами данного типа.
- системы, управляемые человеком (каталоги ресурсов). Эти поисковые системы получают списки веб-страниц. Каталог содержит адрес, заголовок и краткое описание сайта. Каталог ресурсов ищет результаты только из описаний страницы, представленных ему веб-мастерами. Достоинство каталогов в том, что все ресурсы проверяются вручную, следовательно, и качество контента будет лучше по сравнению с результатами, полученными системой первого типа автоматически. Но есть и недостаток — обновление данных каталогов выполняется вручную и может существенно отставать от реального положения дел. Ранжирование страниц не может мгновенно меняться. В качестве примеров таких систем можно привести каталог Yahoo, dmoz и Galaxy.
- гибридные системы. Такие поисковые системы, как Yahoo, Google, MSN, сочетают в себе функции систем, использующие поисковых роботов, и систем, управляемых человеком.
- мета-системы. Метапоисковые системы объединяют и ранжируют результаты сразу нескольких поисковиков. Эти поисковые системы были полезны, когда у каждой поисковой системы был уникальный индекс, и поисковые системы были менее «умными». Поскольку сейчас поиск намного улучшился, потребность в них уменьшилась. Примеры: MetaCrawler[англ.] и MSN Search.

## Рынок поисковых систем
Google — самая популярная поисковая система в мире с долей на рынке 92,16 %. Bing занимает вторую позицию, его доля 2,88 %.
Самые популярные поисковые системы в мире:
| Поисковая система | Доля рынка в июле 2014 | Доля рынка в октябре 2014 | Доля рынка в сентябре 2017 | Доля рынка в сентябре 2020 | Доля рынка в декабре 2021 |
| ----------------- | ---------------------- | ------------------------- | -------------------------- | -------------------------- | ------------------------- |
| Google            | 68,69 %                | 58,01 %                   | 69,24 %                    | 92,16 %                    | 91,94 %                   |
| Bing              | 17,17 %                | 29,06 %                   | 12,26 %                    | 2,88 %                     | 2,86 %                    |
| Baidu             | 6,22 %                 | 8,01 %                    | 6,48 %                     | 1,14 %                     | 1,37 %                    |
| Yahoo!            | 6,74 %                 | 4,01 %                    | 5,19 %                     | 1,52 %                     | 1,5 %                     |
| AOL               | 0,13 %                 | 0,21 %                    | 1,11 %                     |                            |                           |
| Excite            | 0,22 %                 | 0,00 %                    | 0,00 %                     |                            |                           |
| Ask               | 0,13 %                 | 0,10 %                    | 0,24 %                     |                            |                           |

### Азия
В восточноазиатских странах и в России Google — не самая популярная поисковая система. В Китае, например, более популярна поисковая система Soso.
В Южной Корее поисковым порталом собственной разработки Naver пользуется около 70 % жителей Yahoo! Japan и Yahoo! Taiwan — самые популярные системы для поиска в Японии и Тайване соответственно.

### Россия и русскоязычные поисковые системы
Поисковой системой Google пользуются 50,3 % пользователей в России, Яндексом — 47,9 %.
Согласно данным LiveInternet в декабре 2017 года об охвате русскоязычных поисковых запросов:
- Всеязычные:
  - Google (42,9 %)
  - Bing (0,3 %)
  - Yahoo! (0,0 %) и принадлежащие этой компании поисковые машины: Inktomi[англ.], AltaVista, Alltheweb[англ.]
- Англоязычные и международные:
  - AskJeeves[англ.] (механизм Teoma)
- Русскоязычные — большинство «русскоязычных» поисковых систем индексируют и ищут тексты на многих языках — украинском, белорусском, английском, татарском и других. Отличаются же они от «всеязычных» систем, индексирующих все документы подряд, тем, что, в основном, индексируют ресурсы, расположенные в доменных зонах, где доминирует русский язык, или другими способами ограничивают своих роботов русскоязычными сайтами.
  - Яндекс (60,4 %)
  - Mail.ru (3,5 %)
  - Рамблер (0,2 %)

Некоторые из поисковых систем используют внешние алгоритмы поиска.

### Количественные данные поисковой системы Google
Число пользователей Интернета и поисковых систем и требований пользователей к этим системам постоянно растёт. Для увеличений скорости поиска нужной информации крупные поисковые системы содержат большое количество серверов. Сервера обычно группируют в серверные центры (дата-центры). У популярных поисковых систем серверные центры разбросаны по всему миру.
В октябре 2012 года Google запустила проект «Где живёт Интернет», где пользователям предоставляется возможность познакомиться с центрами обработки данных этой компании.
О работе дата-центров поисковой системе Google известно следующее:
- Суммарная мощность всех дата-центров Google, по состоянию на 2011 год, оценивалась в 220 МВт.
- Когда в 2008 году Google планировала открыть в Орегоне новый комплекс, состоящий из трёх зданий общей площадью 6,5 млн м², в журнале Harper’s Magazine подсчитали, что такой большой комплекс потребляет свыше 100 МВт электроэнергии, что сравнимо с потреблением энергии города с населением 300 000 человек.
- Ориентировочное число серверов Google в 2012 году — 1 млн.
- Расходы Google на дата-центры составили в 2006 году — $1,9 млрд, а в 2007 году — $2,4 млрд.

Размер всемирной паутины, проиндексированной Google на декабрь 2014 года, составляет примерно 4,36 миллиарда страниц.

## Поисковые системы, учитывающие религиозные запреты
Глобальное распространение Интернета и увеличение популярности электронных устройств в арабском и мусульманском мире, в частности, в странах Ближнего Востока и Индийского субконтинента, способствовало развитию локальных поисковых систем, учитывающих исламские традиции. Такие поисковые системы содержат специальные фильтры, которые помогают пользователям не попадать на запрещённые сайты, например, сайты с порнографией, и позволяют им пользоваться только теми сайтами, содержимое которых не противоречит исламской вере.
Незадолго до мусульманского месяца Рамадан, в июле 2013 года, миру был представлен Halalgoogling — система, выдающая пользователям только халяльные «правильные» ссылки, фильтруя результаты поиска, полученные от других поисковых систем, таких как Google и Bing. Двумя годами ранее, в сентябре 2011 года, был запущен поисковый движок I’mHalal, предназначенный для обслуживания пользователей Ближнего Востока. Однако этот поисковый сервис пришлось вскоре закрыть, по сообщению владельца, из-за отсутствия финансирования.
Отсутствие инвестиций и медленный темп распространения технологий в мусульманском мире препятствовали прогрессу и мешали успеху серьёзного исламского поисковика. Очевиден провал огромных инвестиций в веб-проекты мусульманского образа жизни, одним из которых был Muxlim. Он получил миллионы долларов от инвесторов, таких как Rite Internet Ventures, и теперь — в соответствии с последним сообщением от I’mHalal перед его закрытием — выступает с сомнительной идеей о том, что «следующий Facebook или Google могут появиться только в странах Ближнего Востока, если вы поддержите нашу блестящую молодёжь».
Тем не менее исламские эксперты в области Интернета в течение многих лет занимаются определением того, что соответствует или не соответствует шариату, и классифицируют веб-сайты как «халяль» или «харам». Все бывшие и настоящие исламские поисковые системы представляют собой просто специальным образом проиндексированный набор данных либо это главные поисковые системы, такие как Google, Yahoo и Bing, с определённой системой фильтрации, использующейся для того, чтобы пользователи не могли получить доступ к харам-сайтам, таким как сайты о наготе, ЛГБТ, азартных играх и каким-либо другим, тематика которых считается антиисламской.
Среди других религиозно-ориентированных поисковых систем распространёнными являются Jewogle — еврейская версия Google и SeekFind.org — христианский сайт, включающий в себя фильтры, оберегающие пользователей от контента, который может подорвать или ослабить их веру.

## Персональные результаты и пузыри фильтров
Многие поисковые системы, такие как Google и Bing, используют алгоритмы выборочного угадывания того, какую информацию пользователь хотел бы увидеть, основываясь на его прошлых действиях в системе. В результате, веб-сайты показывают только ту информацию, которая согласуется с прошлыми интересами пользователя. Этот эффект получил название «пузырь фильтров».
Всё это ведёт к тому, что пользователи получают намного меньше противоречащей своей точке зрения информации и становятся интеллектуально изолированными в своём собственном «информационном пузыре». Таким образом, «эффект пузыря» может иметь негативные последствия для формирования гражданского мнения.

## Внедрение ответов искусственного интеллекта в поисковую выдачу
В начале 2024 года Google внедрили технологии искусственного интеллекта в свою поисковую систему. Через несколько месяцев, Яндекс запустили в своём сервисе "Поиска" функционал "Нейро", который позволяет объединить в один ответ информацию из нескольких источников и основан на результатах работы Yandex GPT

## Предвзятость поисковых систем
Несмотря на то, что поисковые системы запрограммированы, чтобы оценивать веб-сайты на основе некоторой комбинации их популярности и релевантности, в реальности экспериментальные исследования указывают на то, что различные политические, экономические и социальные факторы оказывают влияние на поисковую выдачу.
Такая предвзятость может быть прямым результатом экономических и коммерческих процессов: компании, которые рекламируются в поисковой системе, могут стать более популярными в результатах обычного поиска в ней. Удаление результатов поиска, не соответствующих местным законам, является примером влияния политических процессов. Например, Google не будет отображать некоторые неонацистские веб-сайты во Франции и Германии, где отрицание Холокоста незаконно.
Предвзятость может также быть следствием социальных процессов, поскольку алгоритмы поисковых систем часто разрабатываются, чтобы исключить неформатные точки зрения в пользу более «популярных» результатов. Алгоритмы индексации главных поисковых систем отдают приоритет американским сайтам.
Поисковая бомба — один из примеров попытки управления результатами поиска по политическим, социальным или коммерческим причинам.